# Active Enterprises
Active Enterprises était une entreprise spécialisée dans le développement de jeux vidéo basée aux Bahamas, fondée par Vince Perri et Raul Gomila. Elle est connue pour avoir développé le jeu Action 52.

## Historique
Active Enterprises a été fondé en 1989 par Raul Gomila et Vince Perri dans le but de sortir le jeu Action 52, une collection de 52 jeux originaux sur une cartouche, développée et publiée en interne, qui est sortie sur la NES en 1991.

## Jeux de Active Entreprises
| Titre          | Genre        | Plate(s)-frome(s)     | Année                                               |
| -------------- | ------------ | --------------------- | --------------------------------------------------- |
| Action 52      | Party game   | NES, Mega Drive, SNES | 1991 (NES), 1993 (Mega Drive), jamais sortie (SNES) |
| Cheetahmen II  | Plate-formes | NES                   | jamais sortie                                       |
| Cheetahmen III | Inconnue     | Action Gamemaster     | jamais sortie                                       |
| Sport 5        | sport        | Mega Drive, SNES      | jamais sortie                                       |